# Cormocephalus ferox
Cormocephalus ferox är en mångfotingart som beskrevs av Henri Saussure och Leo Zehntner 1902. Cormocephalus ferox ingår i släktet Cormocephalus och familjen Scolopendridae.
Artens utbredningsområde är Madagaskar. Inga underarter finns listade i Catalogue of Life.